# Zeugnomyia lawtoni
Zeugnomyia lawtoni är en tvåvingeart som beskrevs av Francisco E. Baisas 1946. Zeugnomyia lawtoni ingår i släktet Zeugnomyia och familjen stickmyggor.
Artens utbredningsområde är Filippinerna. Inga underarter finns listade i Catalogue of Life.